# Malinstindur
Malinstindur è una montagna alta 683 metri sul mare situata sull'isola di Vágar, nell'arcipelago delle Isole Fær Øer, in Danimarca.

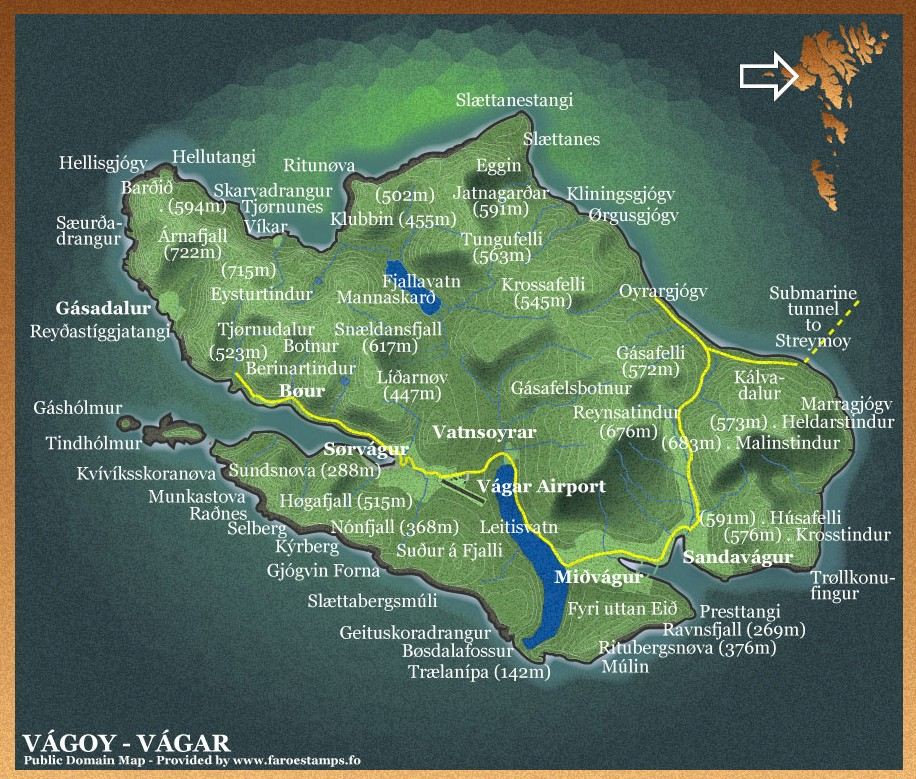
isola di Vágar, mappa delle località e delle alture